# Jimenez (Misamis Occidental)
Jimenez è una municipalità di quarta classe delle Filippine, situata nella Provincia di Misamis Occidental, nella Regione del Mindanao Settentrionale.
Jimenez è formata da 24 baranggay:
- Adorable
- Butuay
- Carmen
- Corrales
- Dicoloc
- Gata
- Guintomoyan
- Macabayao
- Malibacsan
- Matugas Alto
- Matugas Bajo
- Mialem

- Nacional (Pob.)
- Naga (Pob.)
- Palilan
- Rizal (Pob.)
- San Isidro
- Santa Cruz (Pob.)
- Sibaroc
- Sinara Alto
- Sinara Bajo
- Seti
- Tabo-o
- Taraka (Pob.)